# Fort Reliance
Pour les articles homonymes, voir Reliance.

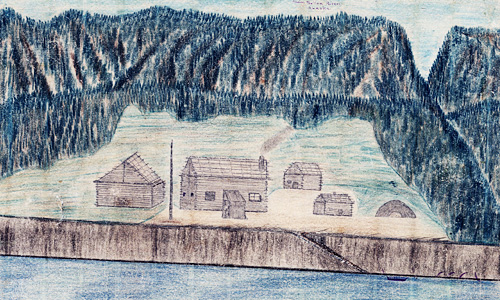
Fort Reliance, Yukon

Fort Reliance est un comptoir et un fort militaire abandonné, au Yukon (Canada). Il est situé sur la rive est du fleuve Yukon, à 13 km en aval de Dawson City. Il a été fondé en 1874 par Jack McQuesten et Frank Bonfield pour l'Alaska Commercial Company, afin de servir de comptoir commercial pour le peuple Han, qui vivait dans les environs et dont le village était situé à l'emplacement du fort.
Le comptoir et le fort ont continué leur activité jusqu'en 1877, et pendant toute cette période cet endroit est resté un lieu important d'échange et de commerce. Les rivières Fortymile, Sixtymile et Seventymile ont été nommées en fonction de leur distance avec le fort.
En 1877, les négociants abandonnent le fort après que leurs marchandises aient été volées. Ils revinrent en 1879 et utilisèrent le lieu jusqu'en 1886, et l'abandonnèrent définitivement ensuite. Actuellement, il n'en reste que quelques bâtiments isolés et quelques ruines.